# Institutul Inginerilor Electrotehnicieni și Electroniști
IEEE este abrevierea din limba engleză pentru Institute of Electrical and Electronics Engineers (în limba română „Institutul Inginerilor Electrotehniști și Electroniști”), o asociație profesională internațională non-profit de mare renume care sprijină dezvoltarea tehnologiilor bazate pe electricitate. IEEE se citește /ai 'tri.pl i/ (v. AFI). Luată după numărul de membri, IEEE este cea mai mare organizație de tehnicieni profesioniști din lume, numărând peste 400.000 de membri în peste 150 de țări. Își are sediul în clădirea 3 Park Avenue din orașul New York.
IEEE este înregistrată în Statul federal New York, SUA. A luat ființă în anul 1963 prin unirea a două instituții de renume: Institute of Radio Engineers (abr. IRE), fondată în anul 1912, și American Institute of Electrical Engineers (abr. AIEE), fondată în anul 1884.

## Sumar
Statutul IEEE menționează că scopul organizației este de natură științifică și educațională, cu accente pe progresele teoretice și practice din domeniile: tehnică, inginerie, electrotehnică,  electronică, telecomunicații, comunicații, calculatoare, informatică, precum și domeniile învecinate și legate de acestea. Pentru atingerea țelurilor sale, IEEE editează reviste științifice de mare importanță și organizează conferințe academice globale renumite.
IEEE este în același timp și o organizație de frunte pentru formularea și stabilirea de standarde pe un larg domeniu de discipline, ca de exemplu energetică, științele medicale și ale sănătății, informatică, siguranța datelor, telecomunicații, aparate electronice de uz curent, transporturi, tehnica aerospațială și tehnologiile nano. IEEE creează și participă la importante activități educaționale ca de exemplu la stabilirea programelor de studii pentru ingineri și tehnicieni ale școlilor de învățământ superior. IEEE sponzorizează în fiecare an peste 450 de congrese tehnice internaționale.
Organizația se subîmparte în structuri mai mici, în funcție ori de câmpul de activitate, cum ar fi „IEEE - Societatea pentru calculatoare”, ori în funcție de regiunea sau locația prezenței, cum ar fi IEEE-USA. În total IEEE constă din 39 de societăți organizate după câmpuri de activitate specializate, cuprinzând mai mult de 300 organizații locale, care se întrunesc și se sfătuiesc regulat.
Asociația de Standardizare IEEE (IEEE-SA) este o organizația afiliată care se ocupă de toate activitățile de standardizare din cadrul IEEE. Pentru stabilirea unui nou standard se procedează în 7 etape, care necesită împreună în medie circa 1,5 ani: 1. găsirea de sponsori, 2. autorizarea proiectului, 3. constituirea unui grup de lucru (Working Group), 4. crearea primei versiuni a noului standard (Draft), 5. consfătuiri și votări (balloting), 6. părerea comisiei de analiză, și 7. votarea finală. Acest procedeu este urmat de emiterea și difuzarea standardului.

## Societățile IEEE
Diverse domenii tehnice sunt reprezentate de cele 39 de societăți ale IEEE, fiecare dintre acestea fiind concentrată pe o anumită direcție de cunoaștere. Acestea asigură publicații, conferințe, legături de afaceri specializate, dar și alte servicii.
Legături către siturile de limba engleză ale Societăților IEEE:
| - Societatea IEEE pentru Spațiul Aerian și Sisteme Electronice - Societatea IEEE pentru Antene și Propagare - Societatea IEEE pentru Tehnologie de Radiodifuziune - Societatea IEEE pentru Circuite și Sisteme - Societatea IEEE pentru Comunicații (COMSOC) - Societatea IEEE pentru Tehnologia Încapsulării și Producției de Componente - Societatea IEEE pentru Inteligență Computațională - Societatea IEEE pentru Calculatoare - Societatea IEEE pentru Electronice de Consum - Societatea IEEE pentru Sisteme de Control - Societatea IEEE pentru Dielectrică și Izolație Electrică - Societatea IEEE pentru Educație - Societatea IEEE pentru Compatibilitate Electromagnetică - Societatea IEEE pentru Dispozitive cu Electroni - Societatea IEEE pentru Inginerie în Medicină și Biologie - Societatea IEEE pentru Geoștiințe și Teleobservații - Societatea IEEE pentru Electronică Industrială - Societatea IEEE pentru Aplicații Industriale - Societatea IEEE pentru Teoria Informației (ITSOC) - Societatea IEEE pentru Instrumentație și Măsurare | - Societatea IEEE pentru Sisteme Inteligente de Transport - Societatea IEEE pentru Magnetism - Societatea IEEE pentru Teoria și Tehnicile Microundelor - Societatea IEEE pentru Știință Nucleară și a Plasmei - Societatea IEEE pentru Inginerie Oceanică - Societatea IEEE pentru Fotonică - Societatea IEEE pentru Electronică de Putere - Societatea IEEE pentru Putere și Energie - Societatea IEEE pentru Ingineria Siguranței Produsului Arhivat în 22 mai 2018, la Wayback Machine. - Societatea IEEE pentru Comunicare Profesională Arhivat în 31 mai 2018, la Wayback Machine. - Societatea IEEE pentru Fiabilitate - Societatea IEEE pentru Robotică și Automatică - Societatea IEEE pentru Procesarea Semnalelor - Societatea IEEE pentru Implicațiile Sociale ale Tehnologiei - Societatea IEEE pentru Circuite Semiconductoare - Societatea IEEE pentru Sisteme, Om și Cibernetică - Societatea IEEE pentru Ultrasunete, Feroelectrice și Controlul Frecvenței - Societatea IEEE pentru Managementul Tehnologiei și Ingineriei - Societatea IEEE pentru Tehnologia Vehiculelor |

## Consilii tehnice
Consiliile tehnice IEEE reprezintă colaborările a mai multe societăți IEEE pe o zonă mai largă de cunoștințe. Sunt șapte consilii tehnice:
- Consiliul IEEE pentru Biometrie
- Consiliul IEEE pentru Automatizare Proiectării în Electronică
- Consiliul IEEE pentru Nanotehnologie Arhivat în 14 mai 2018, la Wayback Machine.
- Consiliul IEEE pentru Senzori
- Consiliul IEEE pentru Superconductivitate
- Consiliul IEEE pentru Sisteme
- Consiliul IEEE pentru RFID (identificare cu radiofrecvență)

## Categorii de membri
Majoritatea membrilor IEEE sunt ingineri electrotehniști și electroniști, dar domeniul larg de interese al organizației a atras oameni și din alte discipline (ex. informatică, inginerie software, inginerie mecanică, inginerie civilă, biologie, fizică și matematică).
O persoană poate adera la IEEE ca membru student, membru profesional sau membru asociat. Pentru a putea adera, persoana trebuie să îndeplinească anumite criterii academice sau profesionale și să adere la codul etic și statutul organizației. Sunt mai multe categorii și nivele de aderare și afiliere la IEEE:
- Membru Student: Acest tip de aderare este disponibil pentru un tarif redus celor care sunt înscriși la o instituție acreditată de educație superioară ca studenți în tehnologie sau inginerie.
- Membru Licențiat: Aderarea ca licențiat are reducere dar membrii acestui nivel au priviliegii mai mari decât membrii studenți.
- Membru: Membrul obișnuit sau profesional trebuie să fie absolvent al unui program de tehnologie sau inginerie al unei instituții de educație superioară acreditată corespunzător sau să fi demonstrat competența profesională în tehnologie sau inginerie prin cel puțin șase ani de experiență profesională în muncă. O aderare prin asociere este disponibilă pentru persoanele al căror domeniu de expertiză nu se încadrează în domeniul IEEE sau care, cel puțin în momentul înscrierii, nu îndeplinește toate cerințele pentru aderare ca membru deplin. Studenții și Asociații au toate privilegiile membrilor, cu excepția dreptului de vot și de a deține anumite funcții.
- Afiliați ai Societății: Unele Societăți IEEE permit unei persoane care nu este membru IEEE să devină Asociat al Societății într-o anumită Societate din cadrul IEEE, care permite o formă limitată de participare la lucrările unei anumite Societăți IEEE.
- Membru Senior: După îndeplinirea anumitor cerințe, un membru profesional poate trece la categoria Membru Senior, care este cel mai înalt nivel de recunoaștere la care se poate înscrie un membru. Solicitanții pentru nivelul Membru Senior trebuie să aibă cel puțin trei scrisori de recomandare de la membri Seniori, Recunoscuți sau Onorifici și să îndeplinească alte criterii riguroase de educație, realizări, contribuții remarcabile și experiență în domeniu. Membrii Seniori sunt un grup selecționat, iar anumite funcții IEEE sunt disponibile numai pentru Membri Seniori (și Recunoscuți) Members. Nivelul de Membru Senior este una dintre cerințele pentru cei care sunt nominalizați și elevați la nivelul Membru Recunoscut IEEE, un titlu distinctiv.
- Membru Recunoscut: Nivelul Recunoscut este cel mai înalt nivel pentru un membru, și nu poate fi solicitat direct de către membru – candidatul trebuie să fie nominalizat de alții. Acest nivel este conferit de Consiliul Director al IEEE pentru recunoașterea unui nivel ridicat de realizări extraordinare demonstrate.
- Membru Onorific: Persoanele care nu sunt membri IEEE dar au demonstrat contribuții excepționale, precum primirea unei Medalii de Onoare IEEE, pot primi distincția Membru Onorific din partea Consiliului Director al IEEE.
- Membru pe Viață, Membru Senior pe Viață și Recunoscut pe Viață: Membri care au îndeplinit vârsta de 65 de ani și al căror număr de ani ca membru plus vârsta lor însumează cel puțin 100 sunt recunoscuți ca Membri pe Viață, Membri Seniori pe Viață sau Recunoscuți pe Viață, după caz.